# Gamla bankhuset
63°49′34.0″N 20°15′17.4″Ø / 63.826111°N 20.254833°Ø
Gamla bankhuset i Umeå er en gul toetagers stenbygning i nyrenæssancestil opført i 1877 på Storgatan 34, ved Tegsbrons nordlige bastion. På grund af bygningens afrundede hjørner har den fået øgenavnet Smörasken (smøræsken).

## Bygningen
Bygningen er opført i sten i tidstypisk nyrenæssancestil efter en tegning fra 1877 af Axel Cederberg fra Väg- och vattenbyggnadskåren. Cederberg var på dette tidspunkt byens tekniske rådgiver. Bygningen har to etager og gul farve. Oprindelig lå banklokalet og arbejdslokalet i den nedre etage og den øverste etage var til for bankdirektøren, og den havde en større lejlighed med seks værelser samt et ungkarlekammer.

## Historie
Bygningen var Westerbottens enskilda banks første bankfilial. Efter stadsbranden i Umeå i 1888 åbnede muligheden for at bygge en ny bankfilial som lå mere centralt og havde en bedre repræsentativt placering. I 1894 flyttede banken virksomheden til den nye bankfilial, den nuværende Handelsbank ved Rådhusparkens østlige side. Den gamle bankfilial måtte i stedet fungere som lejebolig et stykke tid fremover. Bygningen har gennem årene huset forskellige virksomheder, blandt andet som midlertidigt magasin for Västerbottens museums samlinger 1936-1946, Umeå stadsbibliotek 1935-1954 og siden Handelsgymnasiet, Socialinstitutet samt Yrkespedagogiska institutet. Huset har siden 1980 været byggnadsminne og har siden 1. oktober 1990 været ejet af Umeå Energi, som udførte omfattende renoveringer i 1992.

### Trykte
- Olofsson, Sven Ingemar; Eriksson Karin (1972). Umeå stads historia 1888-1972. Umeå: Umeå kommunfullmäktige. s. 21.Libris 88277

### Andre
1. 1 2  "Smörasken". Västerbottens museum. Arkiveret fra originalen 12. december 2013. Hentet 2014-04-11.
2. ↑  Dahlberg, Jannike. "Smörasken - inte bara till smörgåsen". Arkiveret fra originalen 3. november 2013. Hentet 2014-04-11.